# Nokia Multimedia Transfer
Nokia Multimedia Transfer (före detta Nokia Media Transfer) är ett överföringsprogram för data mellan en Macintosh-dator och en kompatibel mobiltelefon från Nokia.
Nokia Multimedia Transfer möjliggör överföring av filer mellan en Nokia-telefon och Macintosh-dator. De två överföringsmetoderna som finns är USB och Bluetooth. För vissa mobiltelefoner är även bokmärkessynkronisering möjlig.
Överföring av filer är möjlig via antingen det medföljande verktyget Nokia Device Browser, eller via Itunes och Iphoto.
Version 1.0 Beta till 1.2 Beta hade bara stöd för moderna och utvalda mobiltelefoner med Series 60-system. I version 1.3 tillkom stöd för moderna och utvalda modeller med Series 40-systemet, exempelvis Nokia 5310 XpressMusic och Nokia 5610 XpressMusic.

## Versionshistorik
- 2010-03-07: 1.4.2
- 2008-11-20: 1.4 Beta – slopat stöd för Mac OS X 10.4. Kräver 10.5.5. Stöd även för N79, N85, N96 och Nokia 5220.
- 2008-04-10: 1.3 Beta – Stöd för utvalda Series 40-telefoner och synkronisering med Safaris bokmärken.
- 2007-10-31: 1.2 Beta
- 2007-08-01: 1.1 Beta – Namnbyte till Multimedia Transfer
- 2007-06-07: 1.0 Beta